# (3245) Jensch
(3245) Jensch – planetoida z pasa głównego asteroid okrążająca Słońce w ciągu 5 lat i 191 dni w średniej odległości 3,12 au. Została odkryta 27 października 1973 roku w Obserwatorium Karla Schwarzschilda w Tautenburgu przez Freimuta Börngena i K. Kirscha. Nazwa planetoida pochodzi od Alfreda Jenscha, niemieckiego astronoma i konstruktora instrumentów astronomicznych. Przed nazwaniem nazwy planetoida nosiła oznaczenie tymczasowe (3245) 1973 UL5.